# Montresta
Montresta ist eine italienische Gemeinde (comune) mit 443 Einwohnern (Stand 31. Dezember 2023) im Westen Sardiniens in der Provinz Oristano. Die Gemeinde liegt etwa 52,5 Kilometer nordnordwestlich von Oristano und grenzt unmittelbar an die Provinz Sassari.

## Geschichte

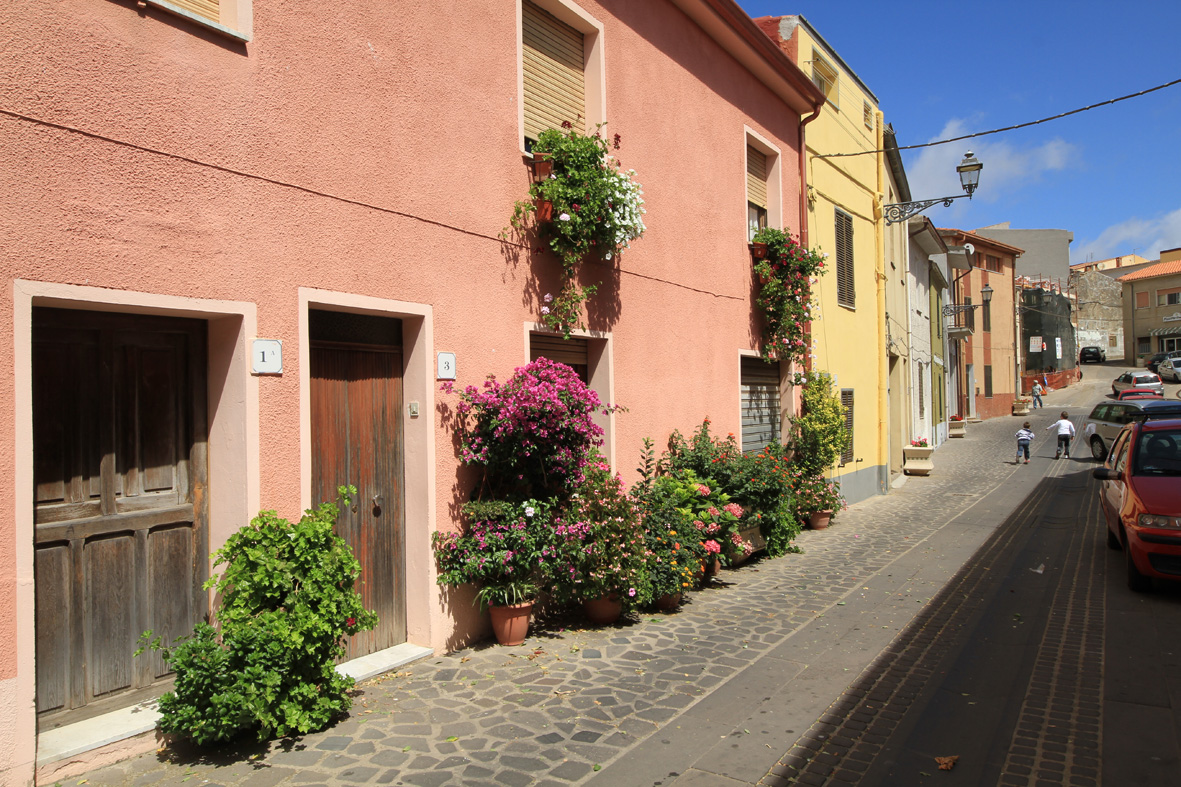
Straßenbild

1750 wurde die Gemeinde gegründet.